# 任後昌
任後昌（？年—1913年9月27日），字克卿，四川省鄰水縣人，清國子監太學生，順慶師範傳習所畢業生，川東法政學校修業。民國二年（1913年）癸丑討袁世凱之役時，任城口縣知事，為他黨所陷遇害。其次子任時貞，即任純儒，又名任逖猷。

## 傳略
烈士任後昌事略

任後昌，字克卿，隣水縣人。癸丑討袁之役，以奉委城口知事為他黨所陷以死，有某所記事略

君諱後昌，字克卿，四川隣水縣人。清之末年，肄業重慶法政學校。路事起，回隣與甘紫垣等協謀革命。民國元年，復至渝，任蜀軍政府二等書記，兼入警官養成所。畢業後，由民政分司檄委城口縣警務長，事屬創辦，籌欵部置，頗費苦心，於保安正俗等事稍認真，即致斂怨，加以知事不予維持，動皆掣肘，故在任一年，不特定額薪俸無着，而以私人名義，在外挪借之欵以作辦公之用者，蒂欠猶有四百餘釧之多。又與縣會議長朱恭培等以黨見齟齬，君益孤危不安。癸丑，迭稟省公署及東川道尹，堅請辭職。至六月，省委李樹滋接辦，交替去訖，惟以薪俸借欵羈留警署，與樹滋又不相能，則欲得而甘心者眾矣。洎八月，重慶討袁軍起，楊民政長以城口知事羅本持附和袁逆，治理無狀，改委任君代理。該縣窵遠，與陝毗連，又非電路所經，故檄狀到，已在熊楊去後八九日矣。時渝軍解體，惟該前知事偵得其實，而秦師前鋒適奉偽命入川，羅本持乃陽作交代，陰示羈糜，一面與李樹滋、朱恭培等謀殺任君。九月二十一日，輿論大嘩，謂任調渝兵來城，勢洶洶不可已。其實任君亦愕然何因見委，亦未悟獨立之已取銷也。顧自懲於反對者之多，復謹毖未宣言接篆，至羅本持等之詭秘，必成於殺，更非所料。本持前詐與委蛇，初勸其移入公署，繼謂其非乘夜颺去不可幸生，任君已不克自主。二十五夜，乃潛往鄉村，次晨即向陝境以逃，徒跣山程，異常委頓。及二十七日，至鹿耳壩，而李樹滋、朱恭培已遣偵卒馳至，勒令返城。比至距城二十里之油房溝，李樹滋又假傳秦軍薛司令之命，坐以私通叛軍，蹂躪城口將其戕害。此事原委，詳于永川康紹基致其家屬函中。康固曾任城口分知事，解任後在城與任君頗交厚，目擊其間，故能言之明盡，且甚沉慟也。任君家自其父中落，竟無立錐。其母因哭子慟，致喪明。其妻李為長壽李鼎禧之姊。子二皆幼讀。本年大竹蕭德明在大竹糾舉義軍，稱四川東路總司令，任君之弟後福往愬之，而羅本持、李樹滋、朱恭培已聞風遠遁矣。
 — 民國十二年重慶新記啟渝公司鉛印本《蜀中先烈備徵錄》
任後昌傳

後昌，啟甲公長子，清國子監太學生，順慶師範傳習所畢業生，川東法政學校修業。曾任國民學校教員，校長；重慶廣益報記者；城口縣警長，陞任城口縣知事。公幼時聰穎，過目成頌，長以拯民救國為志，實行奔走革命、從事改革。公之事蹟詳事略，公生於光緒囗年囗月囗日，歿於民國癸丑年囗月囗日城口官署，葬於玉堂壪。配李氏長壽廩貢生李渭侯之女。子二時豐、時貞。
 — 民國十七年《鄰水任氏宗譜》